# Río Sámano
El río Sámano es un curso fluvial de Castro-Urdiales (Cantabria, España), perteneciente a la cuenca hidrográfica del Sámano. 
Tiene una longitud de 5,017 kilómetros, con una pendiente media de 1,6º. Recibe las aguas de los ríos Tabernilla y Suma. Desemboca en el mar Cantábrico, en la localidad de Castro-Urdiales. Su tramo alto transcurre por tierras ganaderas entre árboles, mientras que el resto está bajo la presión urbanística e industrial del área de influencia de Castro-Urdiales, lo que causa su contaminación. El río baja seco la mayor parte del año excepto en su último tramo.
Su nombre, que también aparece en Peña de Sámano y en la localidad de Sámano, obedece al primitivo poblado prerromano donde se asentó Flaviobriga.